# Damaszkiosz
Damaszkiosz (ógörögül: Δαμάσκιος, latinul: Damascius), (458 körül – 538 után) késő ókori görög filozófus.

## Élete
Először Alexandriában, később Athénben tanult. Utóbbi városban közeli barátja volt Iszidórosz. Damaszkiosz volt az utolsó scholarcha (iskolavezető) az athéni Akadémia élén 529-ig, amikor I. Iusztinianosz bizánci császár bezáratta az iskolát. Damaszkiosz ezután Perzsiába ment I. Huszrau szászánida király udvarába, az uralkodó azonban nem méltányolta munkásságát. 533-ban, miután a perzsák a Rómával kötött békében a filozófusok szabad visszatértét és vallásszabadságát kieszközölték, Damaszkiosz elhagyta Perzsiát. További sorsa nem ismert.

## Művei
- Questiones de primis principiis